# Haris Seferović
Haris Seferović (ur. 22 lutego 1992 w Sursee) – szwajcarski piłkarz pochodzenia bośniackiego, występujący na pozycji napastnika w emirackim klubie Al-Wasl Dubaj oraz w reprezentacji Szwajcarii.

## Kariera klubowa
Seferović ma pochodzenie bośniackie, jednak urodził się w Szwajcarii. Karierę piłkarską rozpoczął w klubie FC Sursee, a następnie trenował także w FC Luzern. W 2007 przeszedł do Grasshopper Club. W 2009 stał się członkiem kadry pierwszego zespołu, a 26 kwietnia 2009 zadebiutował w pierwszej lidze szwajcarskiej w przegranym 1:4 wyjazdowym spotkaniu z Neuchâtel Xamax. W sezonie 2008/2009 rozegrał jedno spotkanie w lidze.
30 stycznia 2010 Seferović podpisał kontrakt z włoską Fiorentiną. Działacze klubu poinformowali, że Szwajcar będzie trenował z Primaverą.
W sierpniu 2011 został wypożyczony na rok do szwajcarskiego Neuchâtel Xamax. Następnie bywał wypożyczany do US Lecce i Novary Calcio. 11 lipca 2013 odszedł z Fiorentiny do Realu Sociedad za kwotę równą 3 mln euro, gdzie spędził 1 sezon. Latem 2014 przeszedł za kwotę 3,2 mln euro do Eintrachtu Frankfurt.
| Sezon   | Klub                | Kraj       | Rozgrywki        | Mecze | Bramki |
| ------- | ------------------- | ---------- | ---------------- | ----- | ------ |
| 2008/09 | Grasshopper Club    | Szwajcaria | Super League     | 1     | 0      |
| 2009/10 | Grasshopper Club    | Szwajcaria | Super League     | 2     | 0      |
| 2009/10 | ACF Fiorentina      | Włochy     | Serie A          | 0     | 0      |
| 2010/11 | ACF Fiorentina      | Włochy     | Serie A          | 1     | 0      |
| 2011/12 | ACF Fiorentina      | Włochy     | Serie A          | 0     | 0      |
| 2011/12 | Neuchâtel Xamax     | Szwajcaria | Super League     | 14    | 2      |
| 2011/12 | Lecce               | Włochy     | Serie A          | 5     | 0      |
| 2012/13 | ACF Fiorentina      | Włochy     | Serie A          | 7     | 0      |
| 2012/13 | Novara Calcio       | Włochy     | Serie B          | 16    | 9      |
| 2013/14 | Real Sociedad       | Hiszpania  | Primera División | 24    | 2      |
| 2014/15 | Eintracht Frankfurt | Niemcy     | Bundesliga       | 32    | 10     |
| 2015/16 | Eintracht Frankfurt | Niemcy     | Bundesliga       | 29    | 3      |
| 2016/17 | Eintracht Frankfurt | Niemcy     | Bundesliga       | 25    | 3      |
| 2017/18 | Benfica             | Portugalia | Liga NOS         | 20    | 4      |

Stan na 4 maja 2018.

## Kariera reprezentacyjna
W swojej karierze Seferović występował w reprezentacji Szwajcarii U-15, U-16 i U-17. Z tą drugą w 2009 roku wystąpił na Mistrzostwach Świata U-17 w Nigerii. Na tym turnieju wywalczył mistrzostwo świata i z 5 golami na koncie został królem strzelców turnieju. Od 2009 do 2010 grał w reprezentacji Szwajcarii U-18.